# 伊瀬知悠
伊瀬知 悠（いせち ゆう、1994年9月29日 - ）は、日本の俳優である。愛媛県出身。元シーアンドティー（キャロット）所属。

## 出演

### テレビドラマ
- ヨイショの男 第8話（2002年6月9日、TBS） - 河上ケンタ 役
- チルド・レンズ（2005年12月27日、日本テレビ）
- 王様の心臓〜リア王より〜（2007年4月6日、日本テレビ）
- S-Concept カラダ評議会（2008年、関西テレビ）

### CM
- 読売新聞 教育ルネサンス（2005年9月13日 - 2006年2月12日）
- 大塚製薬 オロナイン（2005年10月11日 - 2006年3月10日）
- 味の素 味の素ギフト（2006年5月19日 - 2006年1月18日）
- 進研ゼミ リテラシー編（2006年10月28日 - 2007年10月27日）
- ソニー PS3×ハイビジョンTV〜フリーズ親子篇〜（2008年11月19日 - 12月31日）
- アイシン精機（2008年1月1日 - 12月31日）

### 映画
- しゃべれども しゃべれども（2007年5月26日公開）
- L change the WorLd［デスノートスピンオフ作品］（2008年2月9日公開） - ワイミーズの子供達 役

### WEB
- 日清製粉 わがままな女（2005年）